# Stefan Kuntz
Stefan Kuntz (Neunkirchen, 30 ottobre 1962) è un allenatore di calcio ed ex calciatore tedesco, di ruolo attaccante, direttore sportivo dell'Amburgo.

## Carriera

### Calciatore
Cresciuto nel settore giovanile del Borussia Neunkirchen, esordì con il Bochum, con cui ottenne oltre 100 presenze. In seguito vestì le maglie di Bayer Uerdingen, Kaiserslautern (oltre 170 le presenze), Beşiktaş, Arminia Bielefeld e ancora Bochum, con cui chiuse la carriera agonistica. Si laureò capocannoniere della Bundesliga nella stagione 1985-1986 con la maglia del Bochum nono classificato (22 gol) e, a pari merito con Anthony Yeboah dell'Eintracht Francoforte, nella stagione 1993-1994 con la maglia del Kaiserslautern secondo classificato ad un punto dalla vetta (18 gol).
Indossò la divisa della nazionale tedesca dal 1993 al 1997, partecipando al campionato del mondo 1994 e vincendo il campionato d'Europa 1996 in Inghilterra. In quest'ultima circostanza giocò un ruolo chiave per la sua squadra, segnando il gol dell'1-1 nella semifinale contro l'Inghilterra e trasformando in gol il quinto rigore della serie vinta dai suoi. Giocò poi da titolare la vittoriosa finale contro la Rep. Ceca. In nazionale conta 25 presenze e 6 reti. Non ha mai assistito a una sconfitta della sua nazionale, ottenendo 20 vittorie e 5 pareggi.

### Allenatore e dirigente
Dal 2001 al 2004 ha allenato il Borussia Neunkirchen, il Karlsruhe, il Waldhof Mannheim e l'LR Ahlen. Dal 2006 al 2008 ha ricoperto l'incarico di direttore sportivo del Bochum. Alla fine del 2007 fu chiamato a presiedere il Kaiserslautern, che riesce a risollevare da una difficile situazione amministrativa e sportiva. La squadra tornò in Bundesliga (dove mancava dal 2006) vincendo il campionato di 2. Bundesliga 2009-2010, ma conobbe una nuova retrocessione nel 2011-2012.
Nell'agosto 2016 è stato nominato CT della nazionale tedesca Under-21, che ha guidato alla vittoria del campionato europeo di categoria del 2017 e del 2021.
Il 19 settembre 2021 ha assunto la guida della nazionale turca. Il 20 settembre 2023 viene sollevato dall'incarico.

## Statistiche

### Statistiche da allenatore

#### Nazionale
| Squadra           | Naz                 | dal               | al                | Record | Record | Record | Record | Record | Record | Record | Record     |
| Squadra           | Naz                 | dal               | al                | G      | V      | N      | P      | GF     | GS     | DR     | % Vittorie |
| ----------------- | ------------------- | ----------------- | ----------------- | ------ | ------ | ------ | ------ | ------ | ------ | ------ | ---------- |
| Germania Olimpica | Germania (bandiera) | 1º giugno 2021    | 7 agosto 2021     | 3      | 1      | 1      | 1      | 6      | 7      | −1     | 33,33      |
| Turchia           | Turchia (bandiera)  | 19 settembre 2021 | 20 settembre 2023 | 20     | 12     | 3      | 5      | 46     | 26     | +20    | 60,00      |
| Totale            | Totale              | Totale            | Totale            | 23     | 13     | 4      | 6      | 52     | 33     | +19    | 56,52      |

#### Nazionale turca nel dettaglio
Statistiche aggiornate al 12 settembre 2024.
| 2021                 | Turchia        | Qual. Mondiale 2022           | Subentrato, 2º nel Gruppo G, ai play-off         | 4  | 3  | 1 | 0 | 75,00 | 11 | 3  | +8  |
| Mar. 2022 (play-off) | Turchia        | Qual. Mondiale 2022           | Eliminato                                        | 1  | 0  | 0 | 1 | &0,00 | 1  | 3  | -2  |
| 2022                 | Turchia        | UEFA Nations League 2022-2023 | 1º nel gruppo 1 della Lega C, promosso in Lega B | 6  | 4  | 1 | 1 | 66,67 | 18 | 5  | +13 |
| 2023                 | Turchia        | Qual. Euro 2024               | esonerato                                        | 5  | 3  | 1 | 1 | 60,00 | 8  | 6  | +2  |
| Dal 2021 al 2023     | Turchia        | Amichevoli                    |                                                  | 4  | 2  | 0 | 2 | 50,00 | 8  | 9  | -1  |
| Totale Turchia       | Totale Turchia | Totale Turchia                | Totale Turchia                                   | 20 | 12 | 3 | 5 | 60,00 | 46 | 26 | +20 |

#### Panchine da commissario tecnico della nazionale turca
| Cronologia completa delle presenze e delle reti in nazionale ― Turchia | Cronologia completa delle presenze e delle reti in nazionale ― Turchia | Cronologia completa delle presenze e delle reti in nazionale ― Turchia | Cronologia completa delle presenze e delle reti in nazionale ― Turchia | Cronologia completa delle presenze e delle reti in nazionale ― Turchia | Cronologia completa delle presenze e delle reti in nazionale ― Turchia | Cronologia completa delle presenze e delle reti in nazionale ― Turchia      | Cronologia completa delle presenze e delle reti in nazionale ― Turchia |
| Data                                                                   | Città                                                                  | In casa                                                                | Risultato                                                              | Ospiti                                                                 | Competizione                                                           | Reti                                                                        | Note                                                                   |
| ---------------------------------------------------------------------- | ---------------------------------------------------------------------- | ---------------------------------------------------------------------- | ---------------------------------------------------------------------- | ---------------------------------------------------------------------- | ---------------------------------------------------------------------- | --------------------------------------------------------------------------- | ---------------------------------------------------------------------- |
| 8-10-2021                                                              | Istanbul                                                               | Turchia                                                                | 1 – 1                                                                  | Norvegia                                                               | Qual. Mondiali 2022                                                    | Kerem Aktürkoğlu                                                            | Cap: B.Yilmaz                                                          |
| 11-10-2021                                                             | Riga                                                                   | Lettonia                                                               | 1 – 2                                                                  | Turchia                                                                | Qual. Mondiali 2022                                                    | Serdar Dursun Burak Yilmaz (rig.)                                           | Cap: B.Yilmaz                                                          |
| 13-11-2021                                                             | Istanbul                                                               | Turchia                                                                | 6 – 0                                                                  | Gibilterra                                                             | Qual. Mondiali 2022                                                    | Kerem Aktürkoğlu 2 Halil Dervişoğlu Merih Demiral Serdar Dursun Mert Muldur | Cap: B.Yilmaz                                                          |
| 16-11-2021                                                             | Podgorica                                                              | Montenegro                                                             | 1 – 2                                                                  | Turchia                                                                | Qual. Mondiali 2022                                                    | Kerem Aktürkoğlu Orkun Kökçü                                                | Cap: B.Yilmaz                                                          |
| 24-3-2022                                                              | Porto                                                                  | Portogallo                                                             | 3 – 1                                                                  | Turchia                                                                | Qual. Mondiali 2022                                                    | Burak Yilmaz                                                                | Cap: B.Yilmaz                                                          |
| 29-3-2022                                                              | Konya                                                                  | Turchia                                                                | 2 – 3                                                                  | Italia                                                                 | Amichevole                                                             | Cengiz Under Serdar Dursun                                                  | Cap: H.Calhanoglu                                                      |
| 4-6-2022                                                               | Istanbul                                                               | Turchia                                                                | 4 – 0                                                                  | Fær Øer                                                                | UEFA Nations League 2022-2023 - Lega C                                 | Cengiz Under Halil Dervişoğlu Serdar Dursun Merih Demiral                   | Cap: H.Calhanoglu                                                      |
| 7-6-2022                                                               | Vilnius                                                                | Lituania                                                               | 0 – 6                                                                  | Turchia                                                                | UEFA Nations League 2022-2023 - Lega C                                 | 2 Doğukan Sinik 2 Serdar Dursun 1 (rig.) Yunus Akgün Halil Dervişoğlu       | Cap: H.Calhanoglu                                                      |
| 11-6-2022                                                              | Lussemburgo                                                            | Lussemburgo                                                            | 0 – 2                                                                  | Turchia                                                                | UEFA Nations League 2022-2023 - Lega C                                 | Hakan Calhanoglu (rig.) Serdar Dursun                                       | Cap: H.Calhanoglu                                                      |
| 14-6-2022                                                              | Smirne                                                                 | Turchia                                                                | 2 – 0                                                                  | Lituania                                                               | UEFA Nations League 2022-2023 - Lega C                                 | Kaan Ayhan Hakan Calhanoglu (rig.)                                          | Cap: H.Calhanoglu                                                      |
| 22-9-2022                                                              | Istanbul                                                               | Turchia                                                                | 3 – 3                                                                  | Lussemburgo                                                            | UEFA Nations League 2022-2023 - Lega C                                 | Cengiz Under (rig.) autorete İsmail Yüksek                                  | Cap: C.Söyüncü                                                         |
| 25-9-2022                                                              | Tórshavn                                                               | Fær Øer                                                                | 2 – 1                                                                  | Turchia                                                                | UEFA Nations League 2022-2023 - Lega C                                 | Serdar Gurler                                                               | Cap: K.Ayhan                                                           |
| 16-11-2022                                                             | Diyarbakir                                                             | Turchia                                                                | 2 – 1                                                                  | Scozia                                                                 | Amichevole                                                             | Ozan Kabak Cengiz Under                                                     | Cap: H.Calhanoglu                                                      |
| 19-11-2022                                                             | Gaziantep                                                              | Turchia                                                                | 2 – 1                                                                  | Rep. Ceca                                                              | Amichevole                                                             | Enes Unal Hakan Calhanoglu                                                  | Cap: H.Calhanoglu                                                      |
| 25-3-2023                                                              | Erevan                                                                 | Armenia                                                                | 1 – 2                                                                  | Turchia                                                                | Qual. Euro 2024                                                        | Orkun Kökçü Kerem Aktürkoğlu                                                | Cap: H.Calhanoglu                                                      |
| 28-3-2023                                                              | Bursa                                                                  | Turchia                                                                | 0 – 2                                                                  | Croazia                                                                | Qual. Euro 2024                                                        | -                                                                           | Cap: H.Calhanoglu                                                      |
| 16-6-2023                                                              | Riga                                                                   | Lettonia                                                               | 2 – 3                                                                  | Turchia                                                                | Qual. Euro 2024                                                        | Abdülkerim Bardakcı Cengiz Ünder İrfan Can Kahveci                          | Cap: H.Calhanoglu                                                      |
| 19-6-2023                                                              | Samsun                                                                 | Turchia                                                                | 2 – 0                                                                  | Galles                                                                 | Qual. Euro 2024                                                        | Umut Nayir Arda Güler                                                       | Cap: H.Calhanoglu                                                      |
| 8-9-2023                                                               | Eskişehir                                                              | Turchia                                                                | 1 – 1                                                                  | Armenia                                                                | Qual. Euro 2024                                                        | Bertuğ Yıldırım                                                             | Cap: H.Calhanoglu                                                      |
| 12-9-2023                                                              | Genk                                                                   | Giappone                                                               | 4 – 2                                                                  | Turchia                                                                | Amichevole                                                             | Ozan Kabak Bertuğ Yıldırım                                                  | Cap: C.Söyüncü                                                         |
| Totale                                                                 |                                                                        | Presenze                                                               | 20                                                                     |                                                                        | Reti                                                                   | 46                                                                          |                                                                        |

#### Nazionale tedesca Under-21 nel dettaglio
| 2015            | Germania U-21   | Qual. Euro U-21 2017 | 1º nel gruppo 7, qualificato | 5  | 5  | 0 | 0 | 100,00& | 22  | 1  | +21 |
| 2016            | Germania U-21   | Qual. Euro U-21 2017 | 1º nel gruppo 7, qualificato | 5  | 5  | 0 | 0 | 100,00& | 5   | 3  | +2  |
| giu. 2017       | Germania U-21   | Euro U-21 2017       | Vincitore                    | 5  | 3  | 1 | 1 | 60,00   | 8   | 3  | +5  |
| 2017            | Germania U-21   | Qual. Euro U-21 2019 | 1º nel gruppo 5, qualificato | 5  | 4  | 0 | 1 | 80,00   | 20  | 6  | +14 |
| 2018            | Germania U-21   | Qual. Euro U-21 2019 | 1º nel gruppo 5, qualificato | 5  | 4  | 1 | 0 | 80,00   | 13  | 1  | +12 |
| giu. 2019       | Germania U-21   | Euro U-21 2019       | 2º                           | 5  | 3  | 1 | 1 | 60,00   | 15  | 7  | +8  |
| 2019            | Germania U-21   | Qual. Euro U-21 2021 | 1º nel Gruppo 9, qualificato | 3  | 2  | 0 | 1 | 66,67   | 9   | 4  | +5  |
| 2020            | Germania U-21   | Qual. Euro U-21 2021 | 1º nel Gruppo 9, qualificato | 5  | 4  | 0 | 1 | 80,00   | 13  | 6  | +7  |
| mar.-giu. 2021  | Germania U-21   | Euro U-21 2021       | Vincitore                    | 6  | 3  | 3 | 0 | 50,00   | 9   | 4  | +5  |
| Totale Germania | Totale Germania | Totale Germania      | Totale Germania              | 44 | 33 | 6 | 5 | 75,00   | 114 | 35 | +79 |

#### Nazionale tedesca olimpica nel dettaglio
| lug./ago. 2021           | Germania Olimpica        | Olimpiadi 2020           | 3º nel girone D          | 3 | 1 | 1 | 1 | 33,33 | 6 | 7 | -1 |
| Totale Germania olimpica | Totale Germania olimpica | Totale Germania olimpica | Totale Germania olimpica | 3 | 1 | 1 | 1 | 33,33 | 6 | 7 | -1 |

| Cronologia completa delle presenze e delle reti in nazionale ― Francia olimpica | Cronologia completa delle presenze e delle reti in nazionale ― Francia olimpica | Cronologia completa delle presenze e delle reti in nazionale ― Francia olimpica | Cronologia completa delle presenze e delle reti in nazionale ― Francia olimpica | Cronologia completa delle presenze e delle reti in nazionale ― Francia olimpica | Cronologia completa delle presenze e delle reti in nazionale ― Francia olimpica | Cronologia completa delle presenze e delle reti in nazionale ― Francia olimpica | Cronologia completa delle presenze e delle reti in nazionale ― Francia olimpica |
| Data                                                                            | Città                                                                           | In casa                                                                         | Risultato                                                                       | Ospiti                                                                          | Competizione                                                                    | Reti                                                                            | Note                                                                            |
| ------------------------------------------------------------------------------- | ------------------------------------------------------------------------------- | ------------------------------------------------------------------------------- | ------------------------------------------------------------------------------- | ------------------------------------------------------------------------------- | ------------------------------------------------------------------------------- | ------------------------------------------------------------------------------- | ------------------------------------------------------------------------------- |
| 22-7-2021                                                                       | Yokohama                                                                        | Brasile olimpica                                                                | 4 – 2                                                                           | Germania olimpica                                                               | Olimpiadi 2020 - 1°turno                                                        | Nadiem Amiri Ragnar Ache                                                        | Cap: M.Arnold                                                                   |
| 25-7-2021                                                                       | Yokohama                                                                        | Arabia Saudita olimpica                                                         | 2 – 3                                                                           | Germania olimpica                                                               | Olimpiadi 2020 - 1°turno                                                        | Nadiem Amiri Ragnar Ache Felix Uduokhai                                         | Cap: M.Kruse                                                                    |
| 28-7-2021                                                                       | Rifu                                                                            | Germania olimpica                                                               | 1 – 1                                                                           | Costa d'Avorio olimpica                                                         | Olimpiadi 2020 - 1°turno                                                        | Eduard Lowen                                                                    | Cap: M.Arnold                                                                   |
| Totale                                                                          |                                                                                 | Presenze                                                                        | 3                                                                               |                                                                                 | Reti                                                                            | 6                                                                               |                                                                                 |

## Palmarès

### Giocatore

#### Club
- Coppa di Germania: 1

Kaiserslautern: 1989-1990
- Campionato tedesco: 1

Kaiserslautern: 1990-1991
- Supercoppa di Germania: 1

Kaiserslautern: 1991

#### Nazionale
- Campionato d'Europa: 1

Inghilterra 1996

#### Individuale
- Capocannoniere della Bundesliga: 2

1985-1986 (22 gol), 1993-1994 (18 gol, ex aequo con Tony Yeboah)
- Calciatore tedesco-occidentale dell'anno: 1

1991

### Allenatore
- Campionato d'Europa Under-21: 2

Polonia 2017, Ungheria/Slovenia 2021